# Daisy Osborn

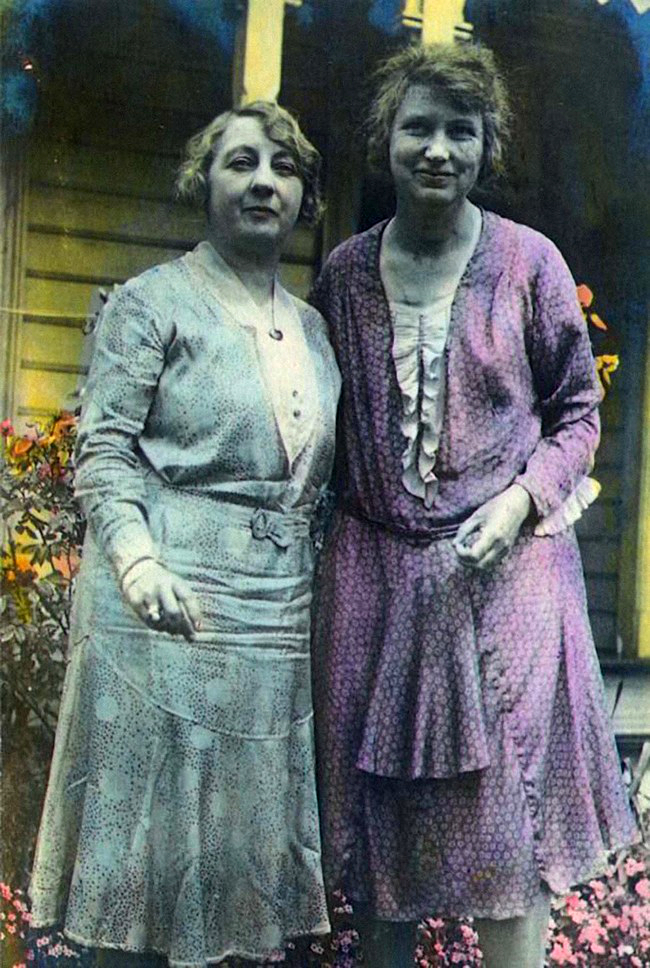
Daisy Osborn (rechts)
(ca. 1940)

Daisy Frances Christina Osborn (* 27. April 1888 in Christchurch, Neuseeland; † 3. Mai 1957 in Christchurch, Neuseeland) war eine neuseeländische Malerin, Kunsthandwerkerin und Kunstlehrerin.

## Frühes Leben
Daisy Frances Christina Osborn wurde am 27. April 1888 als Tochter und einziges Kind der Eheleute Emily Jane Turvey und dem Graveur Alfred Patterson Osborn in Christchurch geboren. Ihr Vater, Australier, und ihre Mutter, Engländerin, gaben ihr ein religiöses Weltbild vor. Daisy besuchte von 1893 bis 1902 die Richmond School und von 1903 bis 1905 die Christchurch Girls’ High School.

## Kunststudium
1906 wechselte Daisy dann zur Canterbury College School of Art in Christchurch, um ein Kunststudium zu beginnen. 1909 gewann sie für die Studie eines menschlichen Kopfes mit einer Silbermedaille ihren ersten Kunstpreisen an der Schule, später folgte noch eine Bronzemedaille für ein Stillleben. Mit dem Jahr 1909 stellte sie erstmals ihre Werke an der New Zealand Academy of Fine Arts aus. An der Kunstschule studierte sie bis in das Jahr 1911, unterbrach für zwei Jahre und kehrte 1913 nochmal für ein Jahr zurück. In dem Jahr begann sie auch an der Canterbury Society of Arts auszustellen und tat dies bis 1956, einem Jahr vor ihrem Tod.

## Arbeit als Lehrerin und Künstlerin
1921 begann Daisy für Canterbury College School of Art als Teilzeitlehrerin zu arbeiten und unterrichtete die Fächer Kunst mit dem Medium Metall, Blumendesign, Stickerei und Malerei. Sie blieb dort bis in das Jahr 1927 hinein. Während ihrer Zeit als Lehrerin war sie bevorzugt als Illustratorin tätig, indem sie Stiftzeichnungen mit Aquarelltechnik kombinierte. Einige dieser Werke sind „Twinkles on the Mountain“ von Alice Esther Glen, das sie 1920 illustriert oder „The Dream-Girl's Garden“ von Edith Howes aus dem Jahr 1923. Außerdem entwarf und fertigte sie Metallketten, Broschen, Silberlöffel, Serviettenringe aus Zinn, Teller und Schmuckdosen. In ihren Schmuckwerken kombinierte sie Silber mit Emaille oder mit Cloisonné. In den 1920er Jahren begann sie dann vorwiegend in Öl zu malen und wandte sich in den 1940er Jahren und frühen 1950er Jahren mehr dem Thema Stillleben zu. Doch auch einige Porträts entstanden immer wieder zwischendurch. Daisy blieb bis auf ein paar wenige Ausnahmen immer in Christchurch und lebte im Haus ihrer Eltern und so entstanden ein Großteil ihrer Landschaften in Christchurch und sind Ansichten der Stadt.
Daisy Frances Christina Osborn verstarb am 3. Mai 1957 in Christchurch.